# Dichotrypa flabellum
Dichotrypa flabellum är en mossdjursart som först beskrevs av Roemer 1866.  Dichotrypa flabellum ingår i släktet Dichotrypa och familjen Cystodictyonidae. Inga underarter finns listade i Catalogue of Life.